# Ожившая книга Джейн Остин
«Ожи́вшая кни́га Джейн О́стин» (англ. Lost in Austen) — четырёхсерийный британский телесериал сценариста Гая Эндрюса по роману «Гордость и предубеждение» Джейн Остин. Сюжет заключается в том, что современная девушка из Лондона Аманда меняется местами с Элизабет Беннет и попадает в мир любимого романа.

## Сюжет

### Первая серия
Современная хаммерсмитская девушка Аманда Прайс — поклонница творчества Джейн Остин и её романа «Гордость и предубеждение» в частности. Однажды Аманда слышит звуки из своей ванной и, зайдя туда, обнаруживает Элизабет Беннет. Оказывается, героиня романа проникла в этот мир при помощи одной из дверей в своём доме, а вышла уже из маленькой дверки в ванной комнате Аманды. Удивлённая Аманда ступает в дверной проём и появляется в поместье Беннетов Лонгборне в самом начале романа. Обратно дверь почему-то не открывается и девушка оказывается в ловушке, а Элизабет в Лондоне 21-го столетия.
Мистер Беннет гостеприимен к «подруге дочери» и Аманда надеется, что её внезапное появление не изменит ход романа. Лонгборн посещает мистер Бингли и очаровывается «странной» Амандой, а не Джейн. В Меритоне девушка знакомится с другими персонажами книги: с мистером Дарси и мисс Кэролайн Бингли. Подвыпившая Аманда целует Бингли и немедленно сожалеет об этом. Дабы исправить положение, она вынуждает Джейн поехать в дом Бингли в плохую погоду, но когда узнаёт, что поездка может быть для Джейн фатальной, сама следует за ней.

### Вторая серия
Заботясь о Джейн в Незерфилд-парке, Аманда пытается положить конец ухаживаниям Чарльза Бингли и говорит ему, что она якобы лесбиянка. Миссис Беннет с оставшимися дочерьми навещают Джейн и забирают её домой. На пути к Лонгборну их карета ломается, а проезжающий мимо Джордж Уикхем любезно предлагает свою помощь.
Лонгборн посещает будущий наследник дома викарий Коллинз. С первого момента Аманда враждебно относится к Уикхему. В ответ он распространяет слухи о том, что несмотря на её огромное состояние, она дочь торговца рыбой.
Потуги Аманды в воссоединении пары Джейн—Бингли терпят неудачу, даже когда она жертвует собой для Шарлотты Лукас (та собирается миссионеркой в Африку), соглашаясь на брак с Коллинзом. Услышав о происхождении избранницы, священник расторгает помолвку и женится на Джейн, к огорчению прозревшего Бингли. Узнав, что в нерешительности Чарльза замешан Дарси, Аманда гневно высказывает ему свои претензии и в то же время осознаёт для себя, что влюблена в Фицуильяма.

### Третья серия
После того, как миссис Беннет выдворяет Аманду из Лонгборна, именно Уикхем предлагает ей крепкое плечо и возможность вернуться в общество. Девушка едет в дом Коллинзов и предлагает дружбу Джейн. Чтобы попасть в Розингс-парк на приём леди Кэтрин де Бёр, Аманда сочиняет сказку о том, что должна передать поклон от некой княгини из Парижа хозяйке поместья. Оказавшись в Розингсе, Аманда, как и положено сюжету, встречает там Дарси, Бингли и Кэролайн. С Фицуильямом она продолжает спорить о судьбе несчастных миссис Коллинз и Бингли.
Тем временем из Лонгборна выезжает карета с мистером и миссис Беннет и Лидией, которые решили навестить любимую дочь. В пасторате между Амандой и Дарси разгорается сцена. Дарси не может понять, почему она преследует его, если он так противен, а после фактически признаётся ей в своих симпатиях.
Впоследствии мистер Дарси приглашает Аманду в Пемберли. Миссис Беннет по недоразумению считает, что приглашает он её, и молодому человеку не остаётся ничего делать, как также пригласить миссис Беннет с Лидией. В Пемберли отношения Фицуильяма и Аманды налаживаются, оба признаются в своих чувствах. Здесь же она узнаёт правду об отношениях Уикхема и Джорджианы: не добившись от любимого ответного чувства мисс Дарси выдумывает легенду о похищении. Джордж поддерживает эту ложь, дабы защитить честь девушки.
Тем временем Бингли забывается в спиртном. Аманда и мистер Дарси пытаются ему помочь. Видя, что отношения между мистером Дарси и мисс Прайс стали более тёплыми, Кэролайн Бингли предпринимает попытку им помешать и говорит Фицуильяму, что Аманда уже не невинна. Дарси меняет своё решение относительно женитьбы на мисс Прайс, на что та в ярости разрывает книгу «Гордость и предубеждения» и бросает из окна в сад. Аманда собирается покинуть имение, но Кэролайн, прознав о лесбиянстве знакомой, признаётся, что сама любит женщин и предлагает порезвиться до отъезда. Девушка отвергает приставания мисс Бингли.
Позже, в том же саду, Аманда видит Дарси читающим страницы книги. В гневе Фицуильям полагает, что её пишет Аманда и обвиняет девушку в отсутствии какого-либо уважения к людям.

### Четвёртая серия
Дарси объявляет о помолвке с мисс Бингли.
Миссис Беннет получает письмо о бегстве Лидии с мистером Бингли и вместе с супругом и Амандой отправляется на поиск дочери. Прибыв в родной город Аманды, Хаммерсмит, путешественники встречают Уикхема. Он помогает найти непутёвую дочь, а также выручает девушку. В отеле мистер Беннет в ярости нападает на Бингли, но калечится сам. Аманда беспокоится за жизнь мистера Беннета. Отчаянно мечтая вернуть Элизабет, девушка выбегает в дверь и оказывается на оживлённой улице Лондона XXI века. Чуть позже из двери кабинки туалета выходит Дарси, который утверждает, что последовал за нею из-за любви. Вместе они находят Элизабет, которая работает нянькой и совсем осовременнилась. Элизабет потрясена встречей с Дарси, ведь теперь она знает роман, а также то, что они супруги уже как двести лет. Аманда торопит их назад.
Мистер Беннет возвращается домой и ожидает приезда дочери. В это время в Лонгборн приезжает леди Кэтрин, которая говорит о своём решении аннулировать брак Джейн с мистером Коллинзом, в ответ Аманда должна покинуть свет и забыть Дарси. Девушка не раздумывая соглашается. Леди Кэтрин с расстроенной Кэролайн покидают Лонгборн. Уикхем подаёт платок мисс Бингли… Джейн и Чарльз планируют забыть прошлые неурядицы, уехать в Америку и сыграть свадьбу. Элизабет получает благословение отца и с радостью возвращается в современный Хаммерсмит, в то время как Аманда остаётся с Дарси в его поместье Пемберли.

## В ролях
- Джемайма Рупер — Аманда Прайс
- Эллиот Коуэн — Фицуильям Дарси
- Алекс Кингстон — миссис Беннет
- Хью Бонневилль — мистер Клод Беннет
- Морвен Кристи[англ.] — Джейн Беннет
- Том Райли — Джордж Уикхэм
- Пердита Уикс — Лидия Беннет
- Джемма Артертон — Элизабет Беннет
- Кристина Коул — Кэролайн Бингли
- Флоренс Хот — Кэтрин «Китти» Беннет
- Линдси Дункан — леди Кэтрин де Бёр
- Гай Генри — мистер Коллинз
- Мишель Дункан — Шарлотта Лукас
- Руби Бенталл — Мэри Беннет
- Том Мисон — Чарльз Бингли
- Женевьев Гонт — Джорджиана Дарси
- Гугу Мбата-Роу — Пирана, подруга Аманды
- Дэниел Персиваль — Майкл Болан, друг Аманды